# (2853) Harvill
(2853) Harvill (1963 RG) est un astéroïde de la ceinture principale, découvert le 14 septembre 1963 à l'observatoire Goethe Link près de Brooklyn, dans l'Indiana. Il a une magnitude absolue de 13,4.